# Vittoria Prandi
Vittoria Prandi (Mirandola, 4 novembre 1994) è una pallavolista italiana, palleggiatrice della Millenium Brescia.

## Carriera

### Club
La carriera di Vittoria Prandi inizia nelle giovanili del Busto Arsizio: con la stessa squadra, nelle annate 2011-12 e 2012-13, ottiene qualche convocazione in prima squadra, in Serie A1. Nella stagione 2013-14 è sempre nella massima divisione italiana vestendo la maglia della LJ di Modena.
Nell'annata 2014-15 entra a far parte del progetto federale del Club Italia, in Serie A2: tuttavia a metà stagione viene ceduta al Villanterio di Pavia, sempre in serie cadetta. Nella stagione 2015-16 si accasa all'Obiettivo Risarcimento di Villaverla, in Serie A1, mentre in quella successiva è al Millenium Brescia, in Serie A2, con cui, al termine della stagione 2017-18 conquista la promozione in massima serie. Nell'annata successiva resta in serie cadetta alla Zambelli Orvieto.
Per il campionato 2019-20 difende i colori del Bergamo, in Serie A1, dove resta per due annate, per poi accordarsi con il Pinerolo per la stagione 2021-22, in Serie A2: con le piemontesi ottiene una promozione, che le permette di tornare a calcare i campi della massima serie nella stagione seguente.
Nel campionato 2023-24 approda alla Pro Victoria, sempre in Serie A1, mentre per il successivo firma per la Trentino, in serie cadetta, categoria nella quale milita anche nella stagione 2025-26 accettando nuovamente l'offerta della Millenium Brescia.